# MoBiel

Früheres Logo von 2018

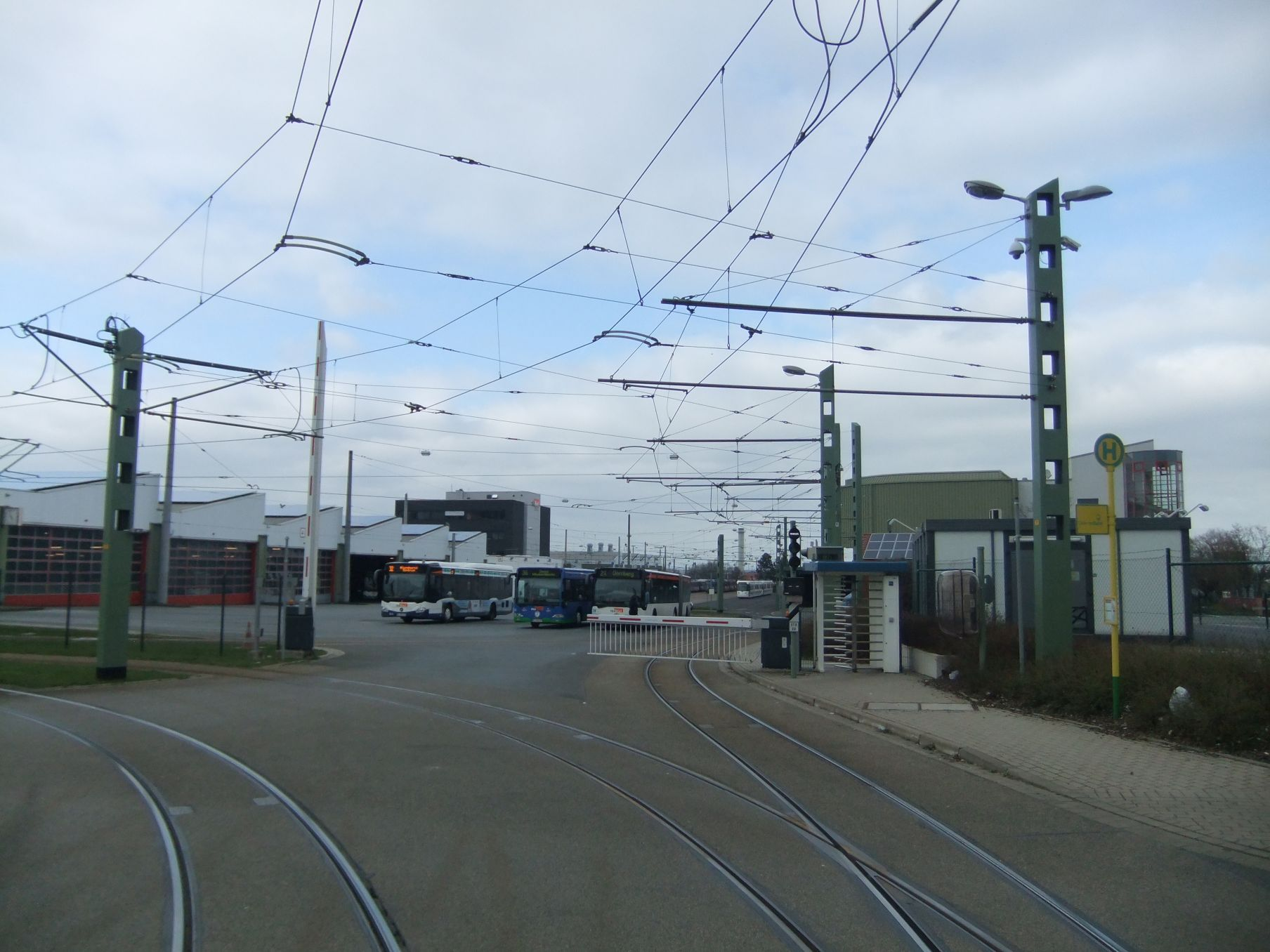
moBiel Betriebshof in Sieker

Die moBiel GmbH ist ein Verkehrsunternehmen in Bielefeld. Die Gesellschaft entstand im August 2000 durch die Ausgliederung des Verkehrsbetriebes aus den Stadtwerken Bielefeld.
moBiel betreibt vier Stadtbahn-Linien sowie 72 Bus-Linien (seit Übernahme der BVO-Linien im November 2010 und inklusive Nachtbus).

## Geschichte
Im Jahr 1980 zählten die Verkehrsbetriebe der Stadtwerke Bielefeld GmbH 31,867 Millionen Beförderungsfälle, davon 16,961 Mio. bei der Straßenbahn und 14,906 Mio. bei den Bussen. Dafür wurden 5,6 Mio. Wagenkilometer geleistet, davon 2,405 Mio. km bei der Straßenbahn und 3,856 Mio. km mit Bussen, es gab zusammen 807 Mio. Platzkilometer, davon 398 Mio. bei der Straßenbahn und 409 Mio. beim Bus. Die Länge des Streckennetzes betrug 212,4 km, 26,5 km bei der Straßenbahn und 185,9 km beim Bus, die Linienlänge betrug zusammen 370,8 km, bei der Straßenbahn 58,8 km und beim Bus 312,0 km. Bei der Straßenbahn gab es 124 Haltestellen, beim Bus 718. Die Gleislänge bei der Straßenbahn betrug 64 km, davon auf besonderem Bahnkörper 31,9 km und im Tunnel bereits 1,8 km. Damals gab es 32 Straßenbahn-Triebwagen und 16 Beiwagen, außerdem ein Oldtimer-Triebwagen. Die Anzahl der Busse betrug 52 Solobusse (47 von MAN und 5 von Daimler-Benz) und 32 Gelenkbusse (15 von MAN und 17 von Daimler-Benz). Die Fahrten wurden ab 1980 innerhalb der Verkehrsgemeinschaft Ostwestfalen-Lippe (VOW) durchgeführt, der Anteil an den Verkehrsleistungen in der VOW betrug mit 48,56 % knapp die Hälfte. Bei den Verkehrsbetrieben gab es 507 Beschäftigte.
Seit dem 28. April 1991 verkehrt die Stadtbahn Bielefeld im Innenstadtbereich im Tunnel, auf den Streckenabschnitten an der Oberfläche wurden Beschleunigungsmaßnahmen umgesetzt. Danach konnten die Fahrgastzahlen um fast 70 % auf zunächst 39,1 Mio. pro Jahr gesteigert werden. Im Jahr 2006 wuchsen diese nochmals um 1,2 Mio. auf 40,3 Mio. 2008 wurden 43 Mio. Fahrgäste beim Unternehmen moBiel (ohne BVO) befördert. Bedingt durch die Eingliederung des BVO-Netzes und der damit verbundenen Möglichkeit der einheitlichen Zählung belief sich die Kundenzahl im Jahr 2010 auf 55,5 Mio., hiervon entfielen 32,14 Mio. auf die Stadtbahn. 2016 waren es 59,6 Mio. (Stadtbahn 34,54 Mio.), 2018 wurden 60,1 Mio. Fahrgäste gezählt.
2008 wurde das Unternehmen im ÖPNV-Kundenbarometer von TNS-Infratest mit der Note 2,33 in der Globalzufriedenheit von den Kunden am besten von allen deutschen Verkehrsunternehmen bewertet. Auch 2009 konnte dieser Spitzenplatz in der Kundenmeinung (zum vierten Mal in Folge) erreicht werden. Zuletzt belegte moBiel 2016 den fünften Platz von 42 Verkehrsunternehmen mit der weiterhin sehr guten Gesamtnote von 2,35 und gehört somit zum oberen Drittel der Branchenbesten.

## Fahrzeuge
| Wagennummer | Modell                            | Baujahr   | Ausmusterung         |
| ----------- | --------------------------------- | --------- | -------------------- |
| 605, 608    | MAN SL 202                        | 1989      | 2004                 |
| 616–620     | MAN A10 NL 222                    | 1996      | 2008, 2011           |
| 621–633     | Mercedes-Benz Citaro              | 2002      | 2014, 2017, 2021     |
| 634–639     | Mercedes-Benz Citaro              | 2004      | 2016                 |
| 640, 641    | Mercedes-Benz Citaro LE           | 2008      | 2019                 |
| 642         | Mercedes-Benz Citaro LE           | 2009      | 2019                 |
| 690–692     | Neoplan N 4009 F                  | 1996      | 2008                 |
| 693–695     | MAN A76 NM 232.2                  | 2000      | 2011–2013            |
| 696, 697    | Mercedes-Benz Citaro K            | 2007      | 2021                 |
| 698         | Mercedes-Benz Citaro K            | 2012      | läuft                |
| 701–704     | MAN 793 SG 242                    | 1987      | 2002                 |
| 709–715     | MAN 793 SG 242                    | 1988      | 2002                 |
| 717         | MAN 793 SG 242                    | 1990      | 2002                 |
| 722–724     | MAN 793 SG 242                    | 1991      | 2003                 |
| 725–731     | MAN A11 NG 272                    | 1993      | 1999                 |
| 725–728     | Mercedes-Benz Citaro G            | 2011      | 2019                 |
| 741–743     | Neoplan N 4021 NF                 | 1993      | 2004                 |
| 745–754     | Mercedes-Benz Citaro G            | 2005      | 2016/2017            |
| 755–759     | Mercedes-Benz Citaro G            | 2004      | 2018                 |
| 760–766     | MAN A23 NG 313                    | 1999      | 2011/2012            |
| 767–769     | Mercedes-Benz Citaro G            | 2006      | 2017, 2019           |
| 770–772     | Mercedes-Benz Citaro G            | 2007      | 2019                 |
| 773         | Mercedes-Benz Citaro G            | 2009      | 2019                 |
| 775–786     | Mercedes-Benz Citaro G            | 2001      | 2014/2015            |
| 787–796     | Mercedes-Benz Citaro G            | 2003      | 2015                 |
| 6100–6102   | Mercedes-Benz Citaro LE           | 2011      | 2019                 |
| 6103–6106   | Mercedes-Benz Citaro LE           | 2011      | läuft                |
| 6107        | Mercedes-Benz Citaro C2           | 2012      |                      |
| 6108, 6109  | Mercedes-Benz Citaro C2           | 2013      |                      |
| 6110–6114   | Mercedes-Benz Citaro C2 LE        | 2014      |                      |
| 6115        | Mercedes-Benz Citaro C2 LE Ü      | 2014      |                      |
| 6116–6129   | Mercedes-Benz Citaro C2 LE        | 2016/2017 |                      |
| 6130–6144   | Mercedes-Benz Citaro C2 LE Hybrid | 2018      |                      |
| 6145–6153   | Mercedes-Benz Citaro C2 LE Hybrid | 2019      |                      |
| 6154        | Mercedes-Benz Citaro C2 Hybrid    | 2020      |                      |
| 6155–6159   | Mercedes-Benz Citaro C2 LE Hybrid | 2020      |                      |
| 6296–6299   | Caetano H2.City Gold              | 2021      |                      |
| 6300–6303   | Mercedes-Benz eCitaro FuelCell    | 2025      |                      |
| 6304–6307   | Mercedes-Benz eCitaro FuelCell    | 2025      | teilweise in Betrieb |
| 7300, 7301  | Mercedes-Benz Citaro G            | 2011      | 2019                 |
| 7302–7305   | Mercedes-Benz Citaro G            | 2011      | 2021                 |
| 7306, 7307  | Mercedes-Benz Citaro G            | 2011      |                      |
| 7308, 7309  | Mercedes-Benz Citaro C2 G         | 2012      |                      |
| 7310–7321   | Mercedes-Benz Citaro C2 G         | 2013      |                      |
| 7322–7326   | Mercedes-Benz Citaro C2 G         | 2014      |                      |
| 7327–7339   | Mercedes-Benz Citaro C2 G         | 2015      |                      |
| 7340–7345   | Mercedes-Benz Citaro C2 G         | 2016      |                      |
| 7346–7356   | Mercedes-Benz Citaro C2 G         | 2017      |                      |
| 7357–7360   | Mercedes-Benz Citaro C2 G Hybrid  | 2018      |                      |
| 7361–7372   | Mercedes-Benz Citaro C2 G Hybrid  | 2019      |                      |
| 7373–7376   | Mercedes-Benz Citaro C2 G Hybrid  | 2020      |                      |
| 7401–7409   | Mercedes-Benz eCitaro G FuelCell  | 2024      |                      |
| 7410–7417   | Mercedes–Benz eCitaro G FuelCell  | 2025      | teilweise in Betrieb |

Quelle:
Quelle:

## Linienbetrieb
moBiel betreibt 4 Stadtbahn-Linien und 75 Bus-Linien sowie 14 Nachtbus-Linien.
| Linie   | Linienweg                                                                                      | Takt       | Betriebsbeginn |
| ------- | ---------------------------------------------------------------------------------------------- | ---------- | -------------- |
| 1       | Schildesche – Hauptbahnhof – Jahnplatz – Bethel – Brackwede                                    | 10 Min.    | 1901           |
| 2       | Altenhagen – Milse – Baumheide – Hauptbahnhof – Jahnplatz – Sieker                             | 10 Min.    | 1902           |
| 3       | Babenhausen-Süd – Hauptbahnhof – Jahnplatz – Sieker Mitte – Dürkopp Tor 6                      | 10 Min.    | 1928           |
| 4       | Lohmannshof – Universität – Hauptbahnhof – Jahnplatz – Stieghorst                              | 10 Min.    | 2000           |
| 21      | Heepen – Bachstelzenweg – Jahnplatz                                                            | 20 Min.    | /              |
| 22      | Heepen – Bachstelzenweg – Jahnplatz – Kunsthalle – Quelle                                      | 20 Min.    | /              |
| 23      | Radrennbahn – Petristraße – Lenkwerk – Jahnplatz                                               | 30 Min.    | /              |
| 24      | Sieker – Lohbreite – Jahnplatz – Tierpark – Kirchdornberg – Dornberg                           | 20 Min.    | /              |
| 25      | Baumheide – Eckendorfer Straße – Bleichstraße – Jahnplatz – Schneiderstraße – Dürerstraße      | 20 Min.    | /              |
| 26      | Heepen Alter Postweg – Radrennbahn – Bleichstraße – Jahnplatz – Schneiderstraße – Dürerstraße  | 20 Min.    | /              |
| 27      | Baumheide – Schildesche – Hohes Feld – Pauluskirche – Jahnplatz – Rudolf-Oetker-Halle          | 30 Min.    | /              |
| 28      | Jahnplatz – Gadderbaum – Brackwede – Südwestfeld – Ummeln                                      | 30 Min.    | /              |
| 29      | Baderbach – Lohbreite – Jahnplatz – Schildhof                                                  | 20 Min.    | /              |
| 30      | Brake – Baumheide – Heepen – Stieghorst – Sennestadt – Heideblümchen                           | 30 Min.    | /              |
| 31      | Hochschule HSBI – Universität – Babenhausen Süd – Schildesche – Deciusstraße                   | 20 Min.    | /              |
| 32      | Sieker – Hillegossen – Auf dem Busch – Oldentrup – Stieghorst                                  | 60 Min.    | /              |
| 33      | Sieker – Stieghorst – Heepen – Altenhagen – Milse                                              | 30 Min.    | /              |
| 34      | Sieker – Gräfinghagen – Oerlinghausen – Südstadt – Stukenbrock Kühler Grund                    | 30/60 Min. | /              |
| 36      | Brackwede – Windelsbleiche – Schillingshof – Senne                                             | 30 Min.    | /              |
| 37      | Sennestadt – Eckardtsheim                                                                      | 30 Min.    | /              |
| 38      | Stieghorst – Hillegossen – Ubbedissen – Oerlinghausen                                          | 30 Min.    | /              |
| 39      | Oerlinghausen Bahnhof – Oerlinghausen – Südstadt – Lipperreihe – Dalbke – Sennestadthaus       | 30 Min.    | /              |
| 46      | Sennestadt Bahnhof – Sennestadthaus – Dalbke – Stukenbrock                                     | 60 Min.    | /              |
| 47      | Sennestadt Bahnhof – Sennestadthaus – Heideblümchen – Schloß Holte Bahnhof                     | 60 Min.    | /              |
| 51      | Schildesche – Brake – Grafenheide/Milse                                                        | 20 Min.    | /              |
| 52      | Hauptbahnhof – Heepen – Altenhagen – Milse                                                     | [1]        | /              |
| 53      | Jöllenbeck – Eickumer Straße – Eickum                                                          | [2]        | /              |
| 54      | Babenhausen Süd – Jöllenbeck – Enger                                                           | 30 Min.    | /              |
| 55      | Schildesche – Theesen – Jöllenbeck                                                             | 60 Min.    | /              |
| 56      | Babenhausen Süd – Theesen – Jöllenbeck – Lenzinghausen – Spenge                                | 30 Min.    | /              |
| 57      | Lohmannshof – Großdornberg – Babenhausen – Babenhausen Süd                                     | 30 Min.    | /              |
| 58      | Lohmannshof – Großdornberg – Schröttinghausen – Babenhausen Süd                                | 30 Min.    | /              |
| 63      | Bielefeld Hauptbahnhof – Großdornberg – Werther                                                | 60 Min.    | 2025           |
| 64      | Bielefeld Hauptbahnhof – Großdornberg – Werther                                                | 60 Min.    | 2024           |
| 81      | Stukenbrock – Schloß Holte – Sende – Heideblümchen – Sennestadt                                | [1]        | /              |
| 82      | Brackwede – Sennestadt – Dalbke – Stukenbrock                                                  | [1], [2]   | /              |
| 87      | Bielefeld – Brackwede – Ummeln – Isselhorst – Gütersloh                                        | 60 Min.    | /              |
| 94      | Brackwede – Senne – Friedrichsdorf – Avenwedde – Gütersloh                                     | 20 Min.    | /              |
| 95      | Bielefeld – Brackwede – Ummeln – Isselhorst – Gütersloh                                        | 60 Min.    | /              |
| 99      | Milse – Stedefreund – Herford                                                                  | [1]        | /              |
| 101     | Schildesche – Brake – Laar – Diebrock – Herford                                                | 60 Min.    | /              |
| 103     | Stieghorst/Heepen – Oldentrup – Hillegossen – Ubbedissen                                       | [1]        | /              |
| 104     | (Senne) Windflöte – Windelsbleiche – Schulzentrum                                              | [1]        | /              |
| 105     | Windelsbleiche – Buschkamp – Schulzentrum Senne                                                | [1]        | /              |
| 108     | Veltheimer Straße – Laßheide – Rollkrug – Ubbedissen Kirche                                    | [1]        | /              |
| 115     | Schildesche – Brake – Milse – Altenhagen – Heepen                                              | [1]        | /              |
| 121     | Brackwede Bahnhof – Brackwede – Quelle                                                         | 30 Min.    | /              |
| 122     | Rundverkehr Bethel: Bethel – Gilead I – Kinderzentrum – Gilead IV – Mara – Bethel              | 20 Min.    | /              |
| 123     | Brackwede Bahnhof – Brackwede – IKEA                                                           | 20 Min.    | /              |
| 127     | (Ubbedissen) – Hillegossen – Lämershagen – Gräfinghagen                                        | [1]        | /              |
| 128     | Brackwede – Südwestfeld – Ummeln                                                               | 30 Min.    | /              |
| 129     | Sieker Mitte/Baderbach – Meisenstraße                                                          | [1]        | 2024           |
| 130     | Hillegossen – Oldentrup – Heepen                                                               | [1]        | /              |
| 131     | Rundverkehr: Stieghorst – Oldentrup Industriegebiet – Auf dem Busch – Hillegossen – Stieghorst | 60 Min.    | /              |
| 132     | Sieker – An den Gehren – Lämershagen – Sennestadthaus – Heideblümchen                          | [1]        | /              |
| 133     | Sieker – Stieghorst – Heepen – Baumheide – Schildesche                                         | [1]        | /              |
| 135     | Brackwede – Senne – Buschkamp – Sennestadt                                                     | 10 Min.    | /              |
| 136     | Sieker – Senne – Brackwede Kirche                                                              | 20 Min.    | /              |
| 138     | Stieghorst – Hillegossen – Ubbedissen/Frordissen                                               | 10/20 Min. | /              |
| 142     | Jahnplatz – Quelle – Steinhagen                                                                | 60 Min.    | 2021           |
| 151/51E | Milse Grundschule – Baumheide – Milse Grundschule                                              | [1]        | /              |
| 154     | Babenhausen Süd – Theesen – Jöllenbeck, Oberlohmannshof                                        | 30 Min.    | /              |
| 155     | Schildesche – Vilsendorf – Jöllenbeck                                                          | 20 Min.    | /              |
| 156     | Schildesche – Vilsendorf – Jöllenbeck – Lenzinghausen – Spenge                                 | [1]        | /              |
| 158     | Jahnplatz – Großdornberg – Schröttinghausen – Babenhausen Süd                                  | [1]        | /              |
| 196     | Hauptbahnhof – Oldentrup – Ubbedissen                                                          | [1]        | /              |
| 224     | Hoberge – Uerentrup – Twellbachtal – Großdornberg                                              | [2]        | /              |
| 228     | Jahnplatz – Gadderbaum – Brackwede Kirche – Brackwede Realschule                               | 20 Min.    | /              |
| 233     | Milse – Röntgenstraße Mitte                                                                    | [2]        | /              |
| 236     | Sieker – Osningstraße – Rütli                                                                  | 60 Min.    | 2021           |
| 237     | Sennestadt – Eckardtsheim – Heideblümchen – Dalbke – Sennestadt                                | [3]        | /              |
| 238     | Sennestadt – Dalbke – Heideblümchen – Sennestadt                                               | [3]        | /              |
| 251     | Jöllenbeck – Brake – Milse – Altenhagen                                                        | [1]        | /              |
| 255     | Oberlohmannshof – Dreeker Schule                                                               | [1]        | /              |
| 352     | Milse – Altenhagen – Elverdissen – Herford                                                     | 60 Min.    | /              |
| 353     | Eilshausen – Lippinghausen – Herringhausen – Eickum – Laar – Schildesche                       | [1]        | /              |
| 369     | Bielefeld – Oldentrup – Ubbedissen – Bechterdissen – Asemissen – Oerlingh. Bhf.                | 30 Min.    | /              |
| 388     | Schloß Holte Bhf. – Oerlinghausen – Asemissen – Leopoldshöhe – Heepen – Schildesche            | [1]        | /              |
| 739     | Ubbedissen – Oerlinghausen – Lipperreihe – Dalbke                                              | [2]        | /              |
| S15     | Jahnplatz – Obersee – Enger – Spenge                                                           | 60 Min.    | 2023           |
| 1 SEV   | Senne – Brackwede                                                                              | 10 Min.    | /              |

[1] Schulbus-Linie: Die Linie hat keinen Takt und verkehrt nur an Schultagen.
[2] ALF (Anruf-Linien-Fahrt): Die Linie verkehrt nur nach Anruf unter der jeweiligen Hotline, z. T. kein Takt
[3] Die Linie hat keinen gleichmäßigen Takt.

## Ehemalige Beteiligungen
moBiel war bis Mitte 2013 mit 12,2 % Anteilen an der go.on Gesellschaft für Bus- und Schienenverkehr mbH beteiligt. Diese Gesellschaft hatte im Januar 2009 zahlreiche Buslinien im nördlichen Kreis Gütersloh übernommen, u. a. die Linien 62 (Borgholzhausen – Werther – Bielefeld) und 88 Halle (Westf.) – Bielefeld. Durch die Übernahme von Fahrten dieser Linien war moBiel erstmals in der Lage, auch Fahrten in der Region auszuführen und hatte damit das Bedienungsgebiet ausgedehnt. Ein weiterer Gesellschafter von go.on sind die Verkehrsbetriebe der Stötzel-Gruppe in Steinhagen; auch an diesem Unternehmen war moBiel mit 10,2 % beteiligt.
Am Eisenbahnverkehr war moBiel bis Ende 2017 zu 25 % als Gesellschafter der Westfalenbahn GmbH beteiligt und betrieb u. a. die Wiehengebirgsbahn Bielefeld – Osnabrück – Bad Bentheim.
Auch die Leitstelle der Westfalenbahn lag in der Verkehrszentrale der moBiel GmbH.

## Kooperationen
Im Rahmen eines Partnerschaftsvertrages vom 2. Dezember 2009 übernahm moBiel Planung und Organisation der Busverkehre der BVO in Bielefeld und zu den Nachbarstädten bzw. -gemeinden. Busse und Fahrpersonal für die betreffenden Linien – soweit Fahrten nicht als Auftragsleistung von Privatunternehmen ausgeführt werden – sowie das Werkstattpersonal stellte weiterhin die BVO. Bis Ende 2018 soll die Durchführung der Angebote schrittweise komplett an moBiel übergehen. Nach einer europaweiten Ausschreibung des Kreises Lippe 2012 besteht diese Kooperation nicht mehr für die Linien Richtung Leopoldshöhe – Bad Salzuflen.
Unter der Marke mein Siggi betreibt moBiel ein Nextbike System mit rund 700 Leihrädern. Durch eine Kooperation mit der Universität Bielefeld ist die Nutzung des Systems für Studierende in das Semesterticket integriert. Auch für einige Unternehmen bestehen für Mitarbeiter vergünstigte Tarife oder Freiminuten.